# Gao Zhunyi
Gao Zhunyi (chiń. 高准翼; ur. 21 sierpnia 1995 w Yanji) – chiński piłkarz występujący na pozycji obrońcy.

## Kariera piłkarska
Od 2014 roku występował w Kataller Toyama, Avispa Fukuoka, Shandong Luneng Taishan i Hebei China Fortune.